# Luigi Olivetti
Luigi Olivetti (Revere, 11 novembre 1856 – Roma, 28 gennaio 1941) è stato un pittore e incisore italiano.

## Biografia
Dal registro della parrocchia di Revere, in provincia di Mantova, Luigi Giacomo Angelo risulta essere nato l'11 novembre 1856, da Francesco Olivetti e Anna Maria Rossi.
Dapprima allievo del pittore mantovano Gilioli, studia poi a Roma con Roberto Bompiani.

Esordisce a Roma nel 1882 alla Mostra della Società degli Amatori e Cultori e vi si presenta nuovamente nel 1885, nel 1889 e nel 1895-1896. 

Espone a Torino nel 1884 alI'Esposizione Nazionale, a Londra nel 1886, ancora a Roma nel 1907.
È stato artista paesaggista e pittore di genere, attento ai costumi regionali caratteristici. Ha anche un momento accostabile alla corrente dei Macchiaioli.
Si dedica alla pittura all'olio e soprattutto all'acquerello. Di particolare importanza è il corpus dei suoi lavori d'incisione all'acquaforte.
Si può dire che i suoi dipinti costituiscano un'antologia di luoghi, di personaggi e di costumi popolari dell'Italia e dell'Europa della seconda metà del XIX secolo e della prima metà del secolo successivo. 

È infatti documentato soprattutto sulla Costiera amalfitana con lavori su Amalfi e Ravello, Roma, l'Agro romano, Tivoli ed i Castelli romani; altri soggetti riguardano Venezia e paesaggi dei Pirenei e della Normandia.
Nei suoi ultimi anni risiede con la moglie a Tivoli, in prossimità della Villa Adriana. Non se ne conosce il luogo della morte, avvenuta il 28 gennaio 1941, forse a Tivoli o a Roma. 
L'artista è sepolto a Roma, nel cimitero del Verano.

## Galleria d'immagini

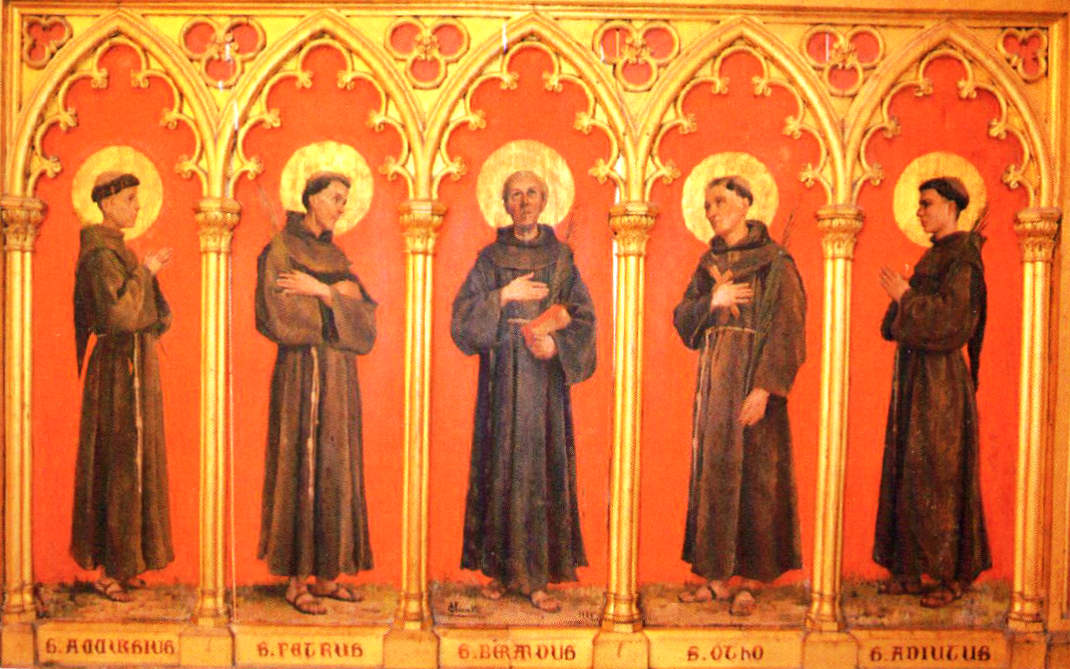
Protomartiri francescani, 1886 S.Maria degli Angeli, Assisi
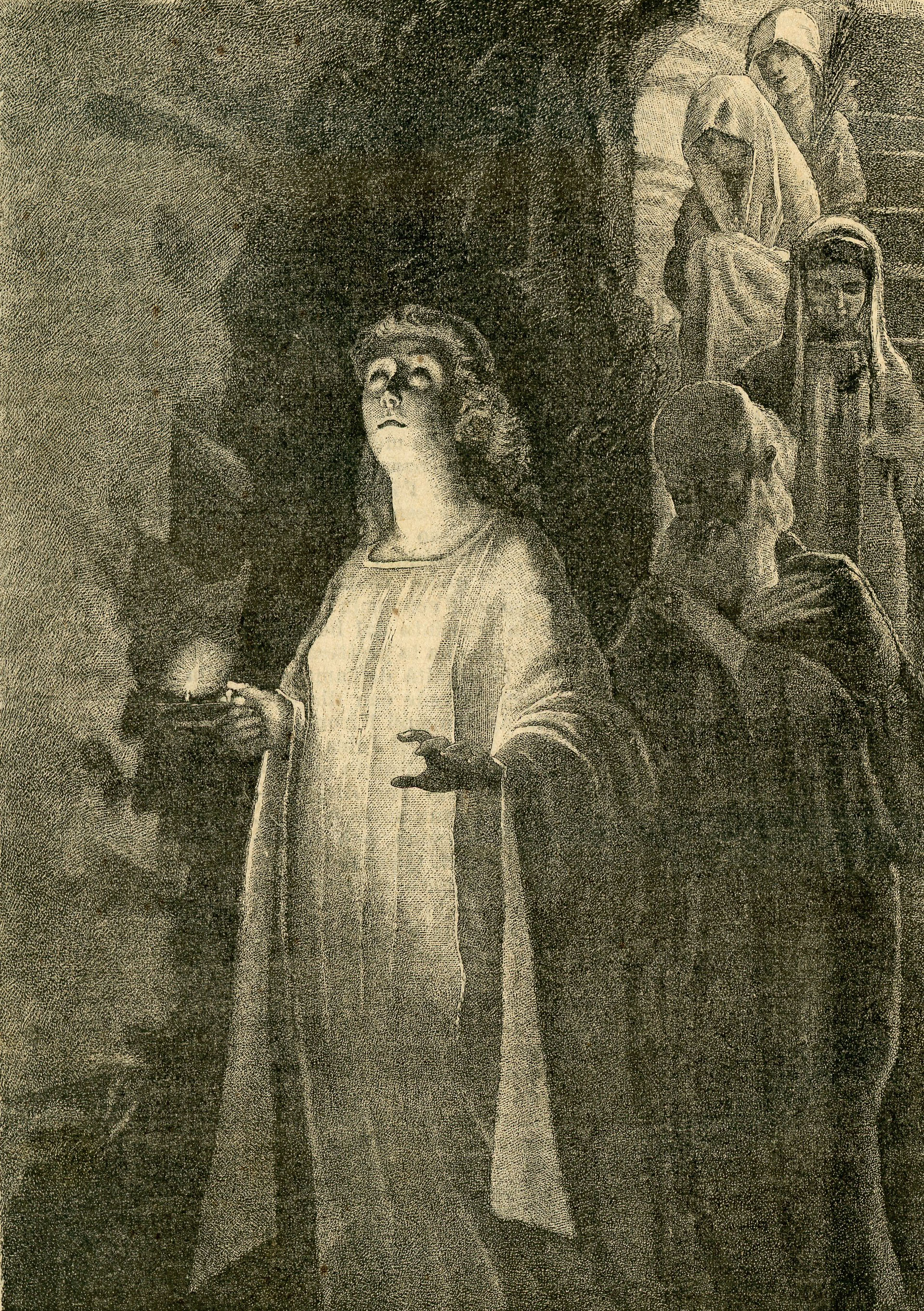
S.Cecilia guida i cristiani nelle catacombe 1889
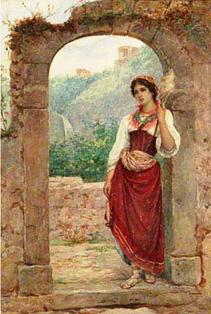
Ragazza in costume di Tivoli 1900
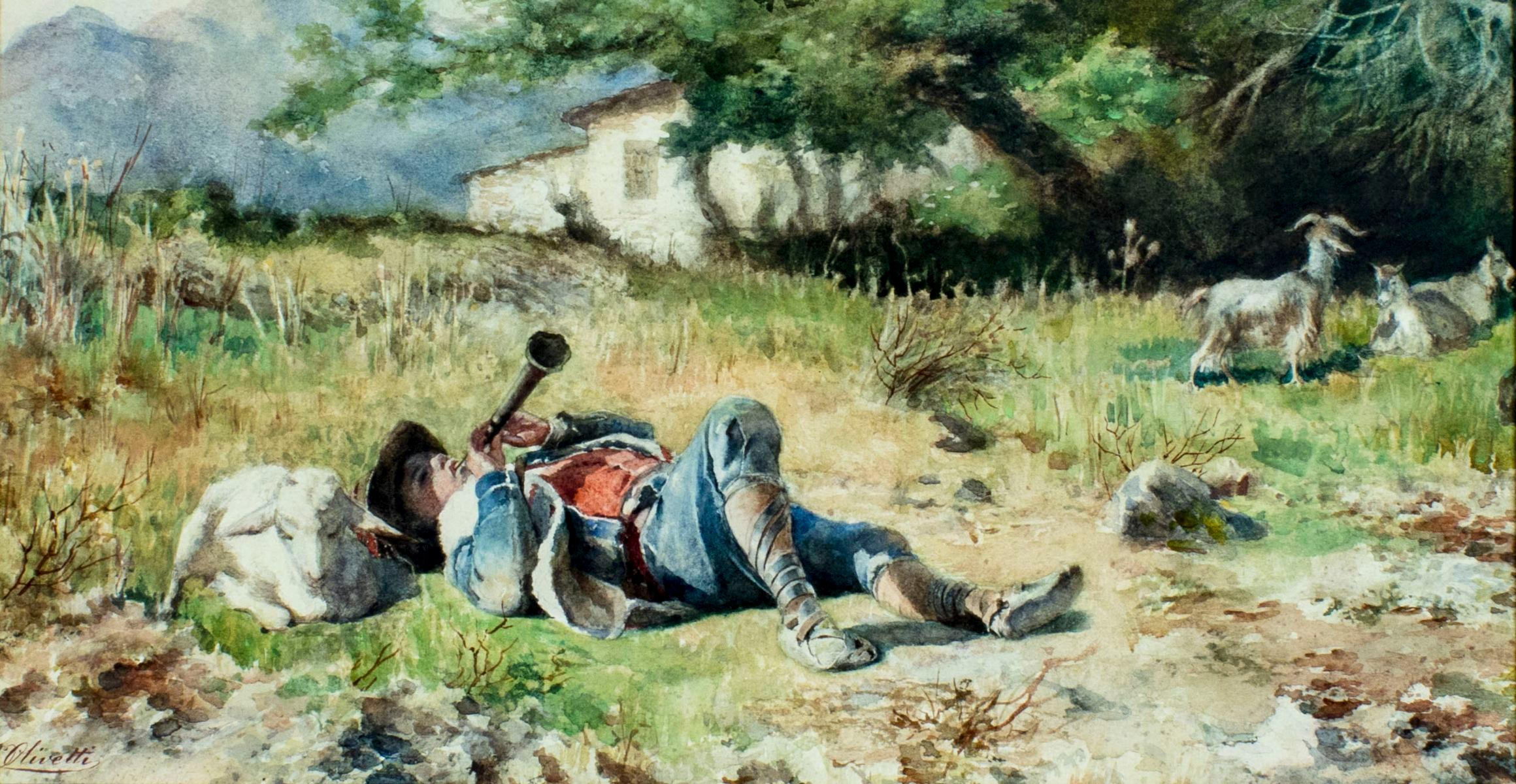
Pastorello che suona il flauto